# Posta (marina de guerra)

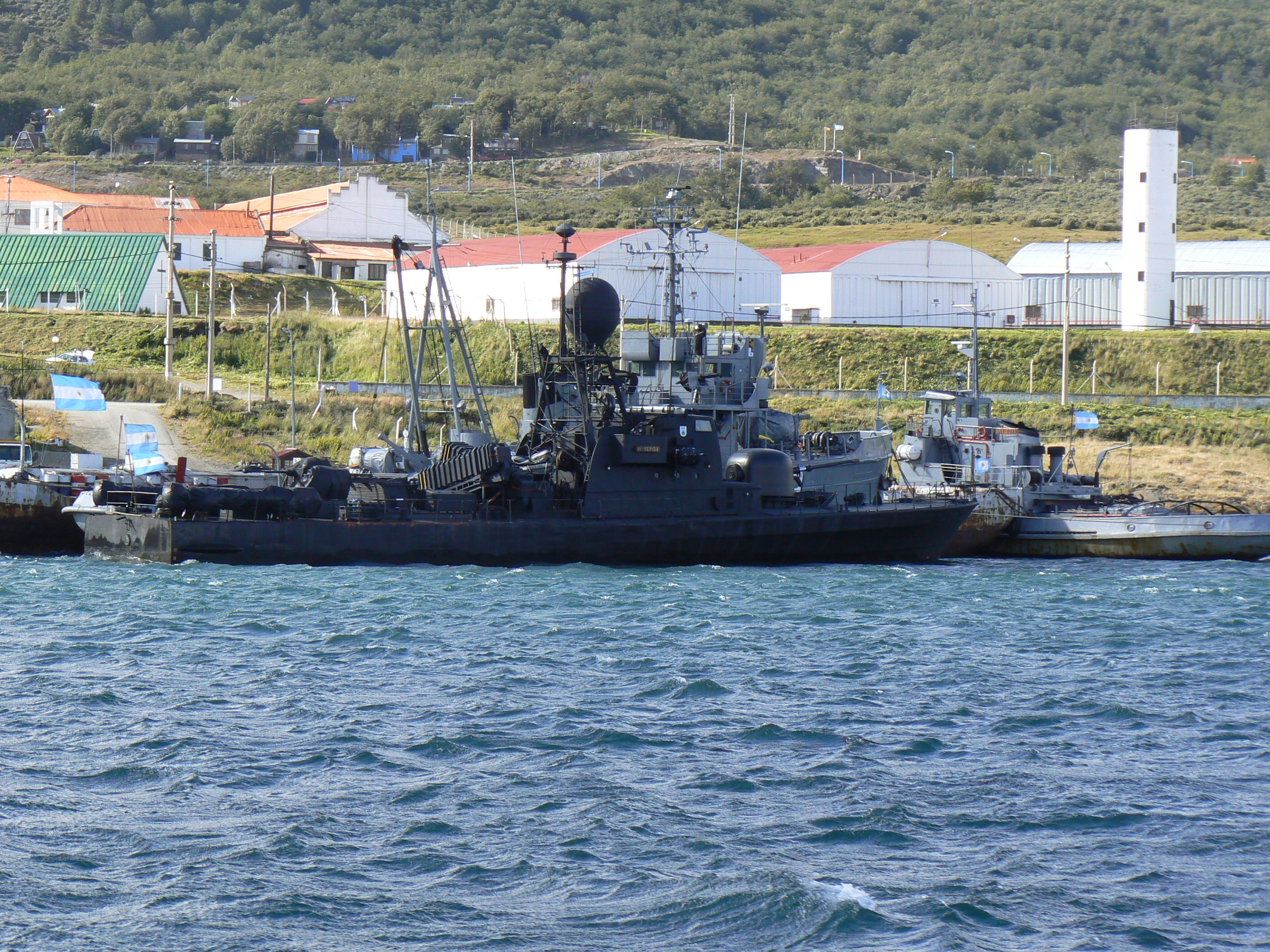
Patruller a la seva posta d'Ushuaia

Una posta és l'establiment temporal d'un nombre qualsevol de vaixells de guerra en un paratge determinat per a algun finalitat, que sol ser la seguretat i defensa d'una fortificació o territori amenaçat, la protecció del comerç o dels propis súbdits en un país estranger, l'auxili de la marina nacional en latituds molt remotes, etc. La paraula es deriva del terme apostar en el sentit de posar alguna força en un indret per a algun fi, posar a l'aguait.
En sentit més estricte la veu posta equival a comandància general o capitania general de marina, a punts apartats i dependents de la metròpoli i més pròpiament a les colònies en temps de la colonització. Llavors, posta expressa una idea complexa que comprèn les de parc, arsenal, seguretat i defensa del port, protecció per mar a la marina i al comerç, autoritat i jurisdicció del cap del port.
Antigament, Espanya tenia postes d'aquest gènere a totes les seves possessions ultramarines on hi havia un virrei o capità general. En dir que els comandants generals d'aquests punts eren caps superiors militars amb auditor, es dedueix fàcilment totes les conseqüències legals d'aquestes.
Les postes s'establien en les colònies o punts molt apartats de les metròpolis. Alguna vegada, però, s'anomenen així els departaments o capitanies generals de marina quan per raó d'economia, per exemple, són reduïts a comandàncies de marina, com succeïa a Espanya en el segle xix respecte dels departaments de Ferrol (la Corunya) i Cartagena ( Múrcia), que es denominaren llavors, per tant, apostaderos.